# Le Ham (Mayenne)
Le Ham é uma comuna francesa na região administrativa da Pays de la Loire, no departamento de Mayenne. Estende-se por uma área de 25,28 km². Em 2010 a comuna tinha 400 habitantes (densidade: 15,8 hab./km²).